# Lawnton
Lawnton est une zone non constituée en municipalité et census-designated place (CDP) dans le Sawatara Township, dans le comté du Dauphin, en Pennsylvanie, aux États-Unis. La population est de 3 813 habitants au recensement de 2010. Il fait partie de la zone statistique métropolitaine de Harrisburg – Carlisle.

## Géographie
Lawnton est situé dans le sud du comté de Dauphin à 40°15′41″N 76°48′11″W / 40.26139°N 76.80306°W
. Il se trouve dans le nord du canton de Swatara et est bordé à l'est par la communauté de Rutherford. L'Interstate 83 forme la bordure ouest du CDP. Harrisburg, la capitale de l'état, est à 8km à l'ouest.
Selon le bureau du recensement des États-Unis, le CDP a une superficie totale de 3km².

## Démographie
Au recensement de 2000, il y a 3 787 personnes, 1 581 ménages et 1 054 familles résidant dans le CDP. La densité de population est de 1294 habitants par km². Il y a 1 630 logements à une densité moyenne de 557 logements par km². La composition ethnique du CDP est de 80,09 % de blancs, 14,44 % d'afro-américains, 0,08 % d'amérindiens, 1,77 % d'asiatiques, 1,35 % d'autres races et 2,27 % de deux ethnies ou plus. Les hispaniques ou latinos représentent 3,80% de la population.
Il y a 1 581 ménages, dont 33,0% ont des enfants de moins de 18 ans vivant avec eux, 48,6% sont des couples mariés vivant ensemble, 14,1% ont une femme au foyer sans mari et 33,3% ne sont pas des familles. 28,7% de tous les ménages sont composés d'individus et 10,1% ont une personne vivant seule âgée de 65 ans ou plus. La taille moyenne des ménages est de 2,38 et la taille moyenne des familles est de 2,92.
Dans la CDP, la population est étalée avec 25,0 % de moins de 18 ans, 8,1 % de 18 à 24 ans, 33,2 % de 25 à 44 ans, 20,8 % de 45 à 64 ans et 12,9 % de 65 ans ou plus. plus ancien. L'âge médian est de 37 ans. Pour 100 femmes, il y a 88,0 hommes. Pour 100 femmes de 18 ans et plus, il y a 84,2 hommes.
Le revenu médian d'un ménage dans le CDP est de 49 737 $ et le revenu médian d'une famille est de 57 003 $. Les hommes ont un revenu médian de 42 038 $ contre 29 125 $ pour les femmes. Le revenu par habitant du CDP est de 24 342 $. Environ 6,9 % des familles et 7,4 % de la population vivaient sous le seuil de pauvreté, dont 11,3 % des moins de 18 ans et 8,4 % des 65 ans ou plus.